# يوسف عريقات
يوسف صالح عريقات (بالإنجليزية: Yousef Erakat)‏ مواليد 22 يناير 1990 في كاليفورنيا، الولايات المتحدة، إعلامي فلسطيني أمريكي شهير على اليوتيوب، اشتهر باسمه الفني على اليوتيوب «فوسي تيوب».

## النشأة
ولد يوسف عريقات في 22 يناير 1990 بمدينة فريمونت، كاليفورنيا. ينحدر والديه من أصل فلسطيني، ولديه ثلاثة أشقاء أكبر منه وهم: محمد، أحمد، و نورا عريقات. تخرج من جامعة سان هوزيه بتخصص الفنون المسرحية وانتقل بعد تخرجه إلى لوس أنجلس لإكمال مسيرته التمثيلية.

## الاسم
فوسي تيوب، فوسي هي كلمة مقلوبة الحرف الأول مع الاخير من كلمة يوسف، فاستبدل الفاء بالياء.

## الحياة الشخصية
نشأ يوسف في عائلة مسلمة محافظة، على الرغم من صراعه المتكرر مع هويته الدينية. الا أنه انتقد في عدة مناسبات الأفكار النمطية السلبية عن المسلمين.
في 1 يوليو 2014 قام برفع فيديو في مدونته على اليوتوب بعنوان «لماذا أردت إنهاء حياتي». وناقش في الفيديو كيف أنه حصل على وشم. ولاحقا اصيب بانهيار عصبي بسبب ردة فعل أهله العرب والمسلمين بخصوص الوشم وقام بإزالته في وقت لاحق.
يعاني يوسف من اكتئاب مستمر وإدمان واضطراب ثنائي القطب، وقد ذكر ذلك عدة مرات في فيديوهاته اليومية وأيضا على قناة في إتش 1.

## الجوائز والترشيحات
| السنة | اسم العمل     | الفئة                                     | الجائزة                       | النتيجة | المراجع |
| ----- | ------------- | ----------------------------------------- | ----------------------------- | ------- | ------- |
| 2014  | fouseyTUBE    | Pranks                                    | حفل توزيع جوائز ستريمي الرابع | رُشِّح     | [ 6 ]   |
| 2015  | fouseyTUBE    | YouTube Comedian                          | جوائز شورتي                   | رُشِّح     | [ 7 ]   |
| 2015  | fouseyTUBE    | YouTube Star of the Year presented by A&E | جوائز شورتي                   | رُشِّح     | [ 7 ]   |
| 2015  | fouseyTUBE    | Snapchatter                               | جوائز شورتي                   | رُشِّح     | [ 7 ]   |
| 2015  | fouseyTUBE    | Pranks                                    | حفل توزيع جوائز ستريمي الخامس | رُشِّح     | [ 8 ]   |
| 2015  | fouseyTUBE    | Show of the Year                          | حفل توزيع جوائز ستريمي الخامس | فوز     | [ 9 ]   |
| 2016  | DOSEofFOUSEY  | First Person                              | حفل توزيع جوائز ستريمي السادس | رُشِّح     | [ 10 ]  |
| 2016  | Yousef Erakat | Entertainer of the Year                   | حفل توزيع جوائز ستريمي السادس | فوز     | [ 10 ]  |

## أفلامه
| السنة | اسم الفيلم             | الدور    | ملاحظات          |
| ----- | ---------------------- | -------- | ---------------- |
| 2014  | Twin Blocked (Short)   | تريفور   |                  |
| 2016  | We Love You            | فورد     |                  |
| 2016  | Experiment 88          | هو بنفسه | يوتيوب رد series |
| 2016  | Boo! A Madea Halloween | جوناثان  |                  |

## روابط خارجية
- يوسف عريقات على موقع IMDb (الإنجليزية)
- يوسف عريقات على موقع روتن توميتوز (الإنجليزية)
- يوسف عريقات على موقع ميوزك برينز (الإنجليزية)
- يوسف عريقات على موقع ميوزك برينز (الإنجليزية)